# Starblack
Starblack è un film western del 1966 diretto da Giovanni Grimaldi.